# ماكينتي نابانانكا
ماكينتي نابانانكا (بالإنجليزية: Makinti Napanangka)‏ (و. 1930 – 2011 م) هي رسامة أسترالية، ولدت في Kintore, Northern Territory ‏، توفيت في أليس سبرينغز، عن عمر يناهز 81 عاماً.